# Olivia Gerig
 (juin 2023).
Il peut être nécessaire de l'améliorer pour respecter le principe de neutralité de point de vue. Veuillez consulter la page de discussion pour plus de détails.

Olivia Gerig, née en 1978 à Genève, est une écrivaine suisse et journaliste genevoise.

## Biographie
Olivia Gerig grandit à Genève.[réf. nécessaire] Elle étudie les relations internationales à Genève à l'Institut de hautes études internationales et du développement, dont elle sort diplômée en mars 2002.
En 2010, elle publie plusieurs articles pour le magazine économique Bilan[source insuffisante].
Elle travaille un temps[Quand ?] pour l'organisation non gouvernementale Handicap International, aujourd'hui, HI (Humanity and Inclusion),.

## Activités littéraires
En décembre 2014, elle publie son premier roman, un polar, L'Ogre du Salève,, finaliste du prix de la SPG en 2015.
À la suite d'une mission de communication au Laos et au Cambodge pour Handicap International, elle publie un roman initiatique, Impasse khmère, en mars 2016.
Elle publie ensuite deux romans policiers, reprenant les personnages de L'Ogre du Salève, Le Mage noir (juin 2018) et Les Ravines de sang (juillet 2020).
En 2021, elle rédige son premier livre pour les enfants, Le Secret des bois de Chancy.
En avril 2023, paraît Witch Hunt, La chasse aux sorcières,. Le roman fait partie des dix ouvrages sélectionnés pour le prix du polar romand en 2023.

### Romans
- L'Ogre du Salève, Encre Fraîche, décembre 2014
- Impasse khmère, Encre Fraîche, mars 2016
- Le Mage noir, l'Âge d'Homme, juin 2018
- Les Ravines de sang, L'Âge d'Homme, juin 2020
- Le Secret des bois de Chancy, collection Frissons Suisses, Auzou Suisse, septembre 2021
- Buffet de campagne, Gore des Alpes, avril 2022
- Witch Hunt, la Chasse aux sorcières, éditions Romann, avril 2023

### Nouvelles
- Reflet double, collectif Masques, Encre Fraîche, mars 2015
- L'Insoupçonnable Passé de G.W., L'Étrange Noël de Sir Thomas, éditions Okama, octobre 2019
- Les Naufragés, La Cinquième saison no 5, revue littéraire romande
- Virtuellement vôtre[16], Rubrique inédit du quotidien Le Courrier, septembre 2017

### Collectifs
- Je ne laisserai jamais dire que ce n'est pas la plus belle chanson du monde, tome 2, éditions Cousu Mouche, 2018
- La Baie des zombies, Gore de Mer, Gore des Alpes, juin 2022